# Stylidium clarksonii
Stylidium clarksonii är en tvåhjärtbladig växtart som beskrevs av A. Lowrie och K.F. Kenneally. Stylidium clarksonii ingår i släktet Stylidium och familjen Stylidiaceae. Inga underarter finns listade i Catalogue of Life.